# Borvörös susulyka
A borvörös susulyka (Inocybe adaequata) a susulykafélék családjába tartozó, lomberdőkben termő, nem ehető gombafaj.

## Megjelenése
A borvörös susulyka kalapjának átmérője 4-8 (10) cm, alakja kúpos, púpos. Felülete sugarasan szálas, közepe felé rányomott sötét pikkelyekkel. Széle fiatalon begöngyölt, később kiterülő, hullámos lesz, gyakran behasadozik. Színe barna, borvöröses árnyalattal; a közepe sötétebb. Húsa fiatalon fehéres, később vörösödő. Szagát lisztre, gyümölcsére esetleg spermáéra emlékeztetőként is leírták. 
Lemezei fiatalon tönkhöz nőttek, de idővel elválnak tőle. Eleinte agyagszínűek, majd barnásak leszek (világos élekkel), de vörösesen-rózsásan elszíneződhetnek.
Spórapora barna. Spórái többé-kevésbé elliptikusak (vagy bab, vese alakúak), simák, méretük 9-15 x 5-8 µm.
Tönkje 3-8 cm magas és 1-2 cm vastag. Alakja hengeres vagy tövénél kissé vastagodó, néha kissé csavart. Színe fehéres, idővel különösen alsó részén borvöröses, felülete szálas.

### Hasonló fajok
Más susulykákkal, pl. a mérgező körteszagú susulykával lehet összetéveszteni.

## Elterjedése és élőhelye
Európában és Észak-Amerikában honos. Magyarországon nem gyakori. 
Lomberdőkben, főleg tölgy és bükk alatt található meg. Júniustól októberig terem.
Egyes források szerint ehető, de muszkarint tartalmazó, mérgező rokonai miatt fogyasztása nem ajánlott.  

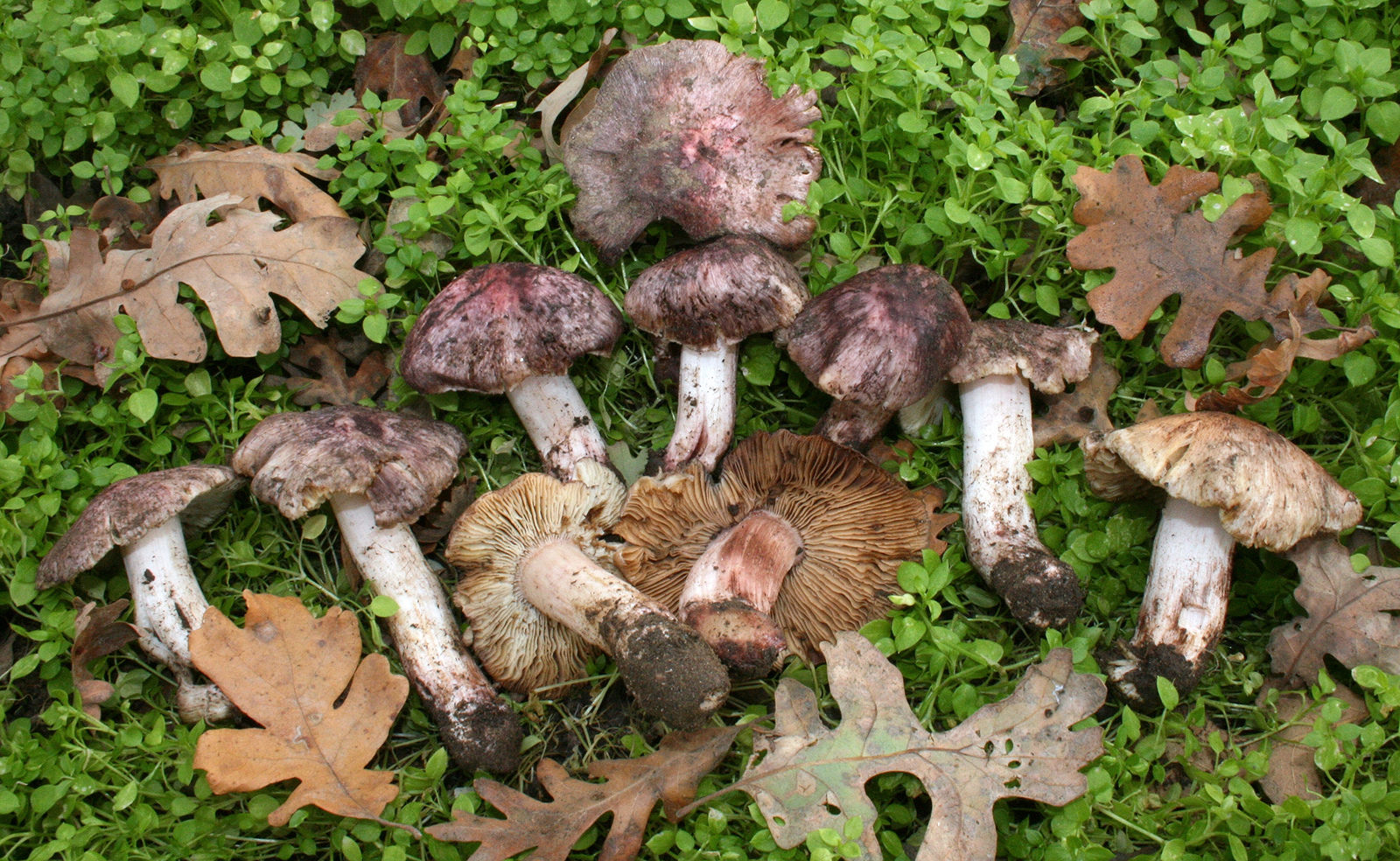
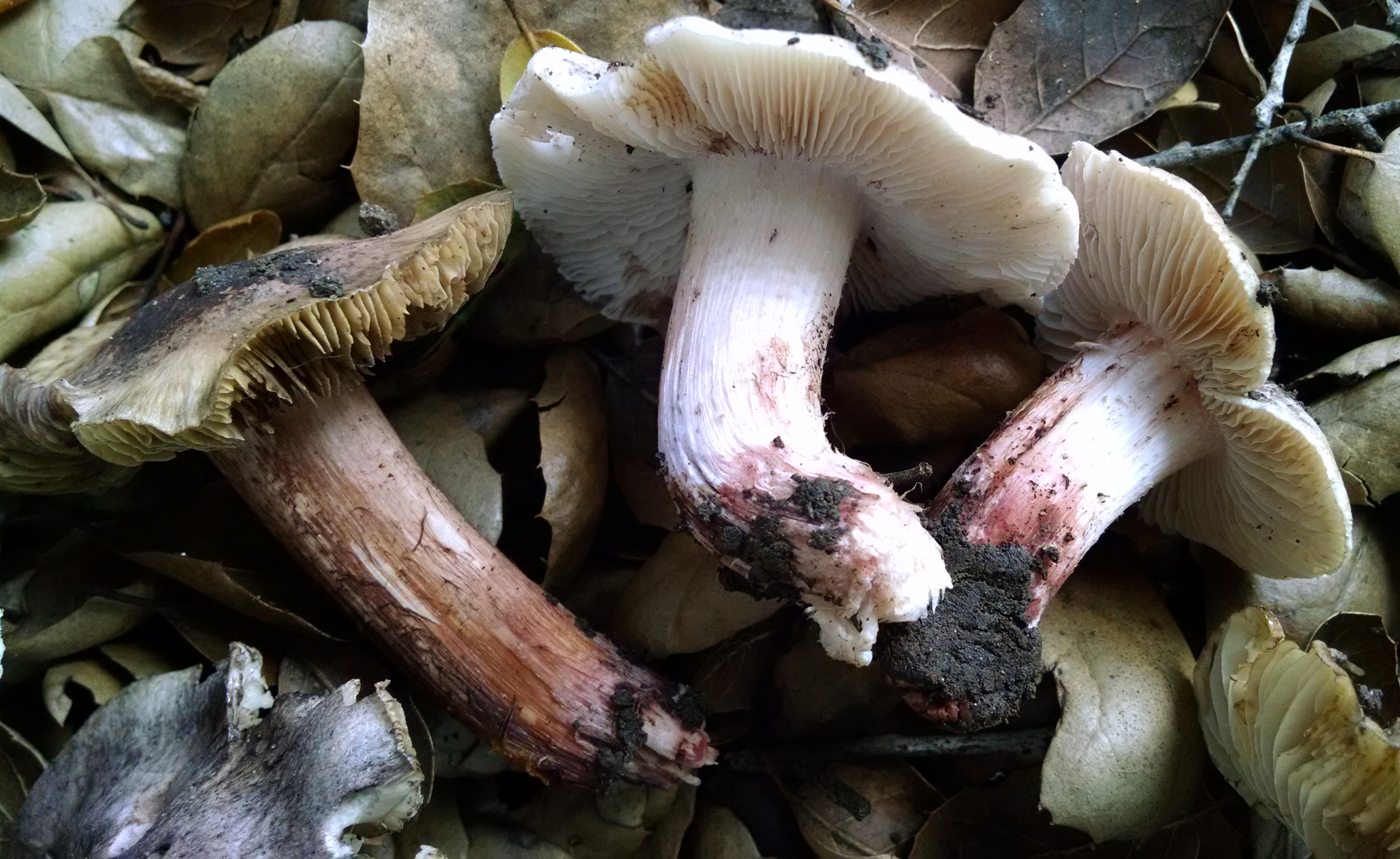